# Poecilostachys humbertii
Poecilostachys humbertii är en gräsart som beskrevs av Aimée Antoinette Camus. Poecilostachys humbertii ingår i släktet Poecilostachys och familjen gräs. Inga underarter finns listade i Catalogue of Life.